# Caleb Fairly

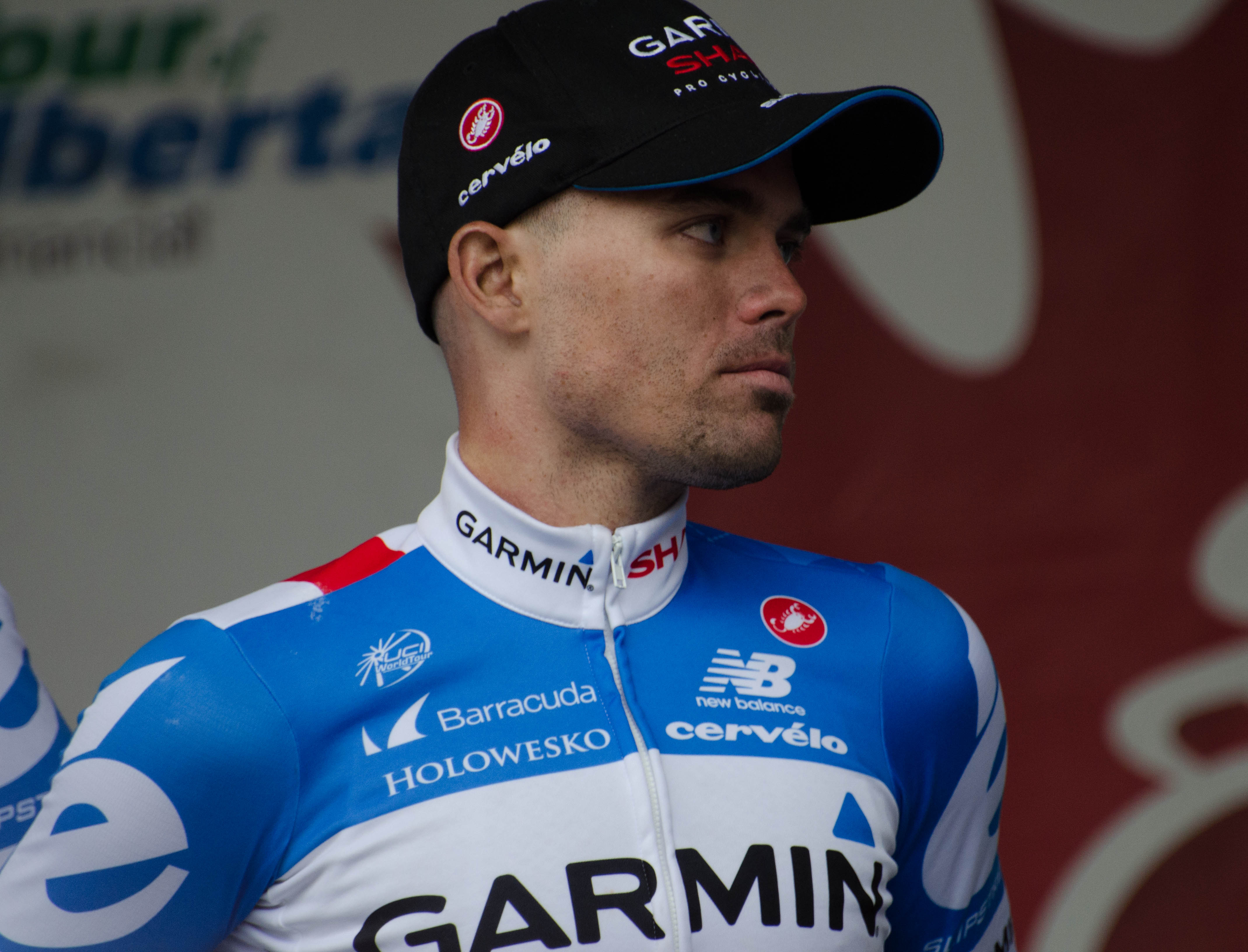
Caleb Fairley (2014)

Caleb Fairly (* 19. Februar 1987 in Amarillo (Texas)) ist ein ehemaliger US-amerikanischer Straßenradrennfahrer.
Fairly gewann 2010 die Gesamtwertung und eine Etappe der Tour of the Bahamas und mit der Tour of the Battenkill ein Rennen des internationalen Radsportkalenders.
Nachdem Fairly am Ende der Saison als Stagiaire Garmin-Transitions fuhr, erhielt er zur Saison 2011 bei der US-amerikanischen Mannschaft HTC-Highroad seinen ersten regulären Vertrag bei einem ProTeam. In den nächsten Jahren konnte er keine internationalen Erfolge erzielen, beendete die Grand Tours Vuelta a España 2013 und Giro d’Italia 2015 aber auf den Plätzen 112 und 134.
Nach der Kalifornien-Rundfahrt 2016 beendete Fairly seine Radsportlaufbahn. Anschließend wurde er Fahreragent der Fairly-Group  und übernahm das Management von John Degenkolb.

## Teams
- 2010 Garmin-Transitions (Stagiaire)
- 2011 HTC-Highroad
- 2012 SpiderTech-C10
- 2013–2014 Garmin Sharp
- 2015–2016 Team Giant-Alpecin